# Darko Lazović
Darko Lazović (Servisch: Дарко Лазовић) (Čačak, 15 september 1990) is een Servisch voetballer die meestal als vleugelspeler speelt. Hij verruilde Genoa CFC in augustus 2019 voor Hellas Verona. Lazović debuteerde in 2008 in het Servisch voetbalelftal.

## Clubcarrière
Lazović begon met voetballen bij de ploeg uit zijn geboortestad, Borac Čačak. Op 2 maart 2008 debuteerde hij hier in het eerste elftal, tegen Hajduk Kula. Twintig dagen later scoorde hij zijn eerste profdoelpunt, tegen FK Vojvodina. In februari 2009 mocht hij enkele dagen meetrainen met het eerste elftal van Tottenham Hotspur. Lazović tekende in juni 2009 een in eerste instantie vierjarig contract bij Rode Ster Belgrado. Hij miste de competitiestart door een blessure en debuteerde uiteindelijk op 12 september 2009 voor zijn nieuwe ploeg, tegen FK Metalac Gornji Milanovac. Dertien dagen later scoorde hij twee doelpunten in een bekerwedstrijd tegen FK Mladost Apatin.

## Interlandcarrière
Lazović werd op 14 december 2008 door bondscoach Radomir Antić voor het eerst opgeroepen voor het Servisch voetbalelftal, voor een oefeninterland tegen Polen. Hij debuteerde vier jaar later, op 31 mei 2012 in een oefeninterland tegen Frankrijk.

## Erelijst
| Kampioen Superliga | 1x | 2013/14          |
| Beker van Servië   | 2x | 2009/10, 2011/12 |

1 Montipò ·
3 Frese ·
4 Daniliuc ·
5 Faraoni  ·
6 Belahyane ·
7 Lambourde ·
8 Lazović ·
9 Sarr ·
10 Mitrović ·
11 Tengstedt · 
12 Bradarić ·
13 Cruz ·
14 Livramento ·
15 Okou ·
16 Chiesa ·
17 Sishuba ·
18 Harroui ·
20 Kastanos ·
21 Silva ·
22 Berardi ·
23 Magnani ·
25 Serdar ·
27 Dawidowicz ·
28 Luna ·
29 Alidou ·
31 Suslov ·
33 Duda ·
34 Perilli ·
35 Mosquera ·
38 Tchatchoua ·
42 Coppola ·
72 Ajayi ·
80 Cissé ·
82 Corradi ·
87 Ghilardi ·
99 Nwanege ·
Coach: Baroni
· Assistent-coach: Bocchetti
1 Dmitrović ·
2 Pavlović ·
3 Eraković ·
4 Milenković ·
5 Veljković ·
6 Maksimović ·
7 Radonjić ·
8 Gudelj ·
9 Mitrović ·
10 Tadić  ·
11 Jović ·
12 Rajković ·
13 Mitrović ·
14 Živković ·
15 Babić ·
16 Lukić ·
17 Kostić ·
18 Vlahović ·
19 Račić ·
20 S. Milinković-Savić ·
21 Đuričić ·
22 Lazović ·
23 V. Milinković-Savić ·
24 Ilić ·
25 Mladenović ·
26 Grujić ·
Coach: Stojković